# Levitation (Musikgruppe)
Levitation ist eine 1992 gegründete Musikgruppe. Ihre Musik ist eine Mischung aus Downbeat-, Chillout-, Lounge- und anderen elektronischen Stilrichtungen.

## Bandgeschichte
Durch die Produktion von musikalisch unterlegten Computeranimationen lernten sich 1992 die drei Produzenten Ingmar Hänsch aus Köln, Marcell Meyer und Chris Gilcher aus München in Belgien auf einer Party kennen. Beeinflusst von unterschiedlichen Musikstilen teilten sie die gemeinsame Leidenschaft für den damals in Deutschland aufkommenden Techno-Boom.
Beim Frankfurter Label 23 Records veröffentlichten sie schon nach kurzer Zeit der Zusammenarbeit unter dem Namen „Orange 8“ die erste 12" EP. In den folgenden drei Jahren nahm das Trio Tracks auf, die sich durch leichte und schwebende Elemente auszeichnen. Diese Sammlung von schnelleren Trance-Stücken und gedrosselten Downtempo- und Hip-Hop-Grooves erschien 1996 auf dem ersten Levitation-Album. Beeinflusst durch Hänschs Tätigkeit als Inhouse-Producer bei Logic Records Frankfurt war der Sound der Veröffentlichung durch die Zusammenarbeit mit Marc Spoon (Jam & Spoon) und dem Kontakt zu Underworld und Leftfield geprägt.
Der Sprung von Deutschland nach Ibiza erfolgte parallel durch die Veröffentlichung der dort ansässigen Plattenfirma OMM (Open Mind Music), bei der Hänsch mitarbeitete.
Mit Volumen Cuatro der bis heute bestehenden Compilation-Serie Cafe del Mar war das Erscheinen von „Out Of Time“ 1997 der erste Achtungserfolg für Levitation. Später wurde dieser Track bei der Promotion-Kampagne „D2 wird zu Vodafone“ 2002 landesweit eingesetzt. „More Than Ever People“ feat. Cathy Battistessa auf Café Del Mar Volumen Cinco brachte ein Jahr später den Erfolg für die breite Masse. DJ und Compiler José Padilla spielte den Song bis zu seinem Ausstieg beim Café Del Mar nahezu jeden Abend zum Sonnenuntergang, wodurch er eine große Bekanntheit entwickelte. „More Than Ever People“ wurde in den Jahren danach in mehreren Werbespots, TV-Serien und Dokumentationen verwendet und gleichzeitig eine Art „Signature Tune“ für Levitation.
Auch 1999 konnte das Produzentenkollektiv mit „Oh Home“ einen Track zu Café Del Mar Volumen Seis beisteuern. Der Song ist eine Kooperation mit dem iberischen Gitarristen Paco Fernandez und wiederum Cathy Battistessa. Anfang 2000/2001 ruhte das Projekt zugunsten anderer Kooperationen, zum Beispiel „JF Sebastian“ mit DJ Pippi (Resident vom Pacha/Ibiza) oder von „Jelly & Fish“, einem Sideproject von Marcell und Chris, das mit „Appreciation“ ebenfalls auf Café Del Mar Volumen Cinco erscheint.
Das Hannoveraner House-Label von Mousse T. „Peppermint Jam“ veröffentlichte 2001 ein Vinyl-Remixpaket von „More Than Ever People“ mit Versionen von Can7 und Sounds Of Life.
2003 erschien eine Co-Produktion mit dem Klassik- und Jazzpianisten Friedrich Gulda auf Open Mind Music und Guldas eigenem Label Paradise Productions. Die von ihm ein Jahr vor seinem Tod eingespielten Pianospuren wurden zur Grundlage des Titels Years Passing By von DJ Pippi, Friedrich Gulda und Levitation.
Zum Abschied des Cafés Del Mar veröffentlichte José Padilla die Single „Adios Ayer“. Mit einem Remix bedankten sich Levitation für dessen jahrelange Unterstützung.
2011 gründeten Chris und Marcell nach längerer Pause vom Projekt und dem Verfolgen eigener Wege ihre Plattenfirma „Whirlpool Records“ die im Jahre 2013 in „Newpool Music“ umbenannt wurde. Sie konnten Anusch Mehdizadeh (VIRGIN, EMI, Deluxe Music) als Labelmanager gewinnen.

## Veröffentlichungen

### Alben
- 1996 Levitation
- 2012 Essential Levitation - 20 Years Of Ibiza Chillout Music

### Kompilationen
- 1997 Out of time auf Café del Mar Volumen Quatro
- 1998 More than ever people auf Café del Mar Volumen Cinco
- 1999 Oh Home (Co-Produktion mit Paco Fernandez & Cathy Battistessa) auf Café del Mar Volumen Seis